# Liga Sorocabana de Basquete
A Liga Sorocabana de Basquete, ou simplesmente LSB, é um clube de basquete brasileiro com sede em Sorocaba, São Paulo.

## História
A LSB foi criada em 1997 com apoio da prefeitura de Sorocaba, com a intenção de resgatar o basquete na cidade. Em 2010, a Liga Sorocabana chegou à sua maior conquista: o Torneio Novo Milênio, organizado pela Federação Paulista de Basketball. Na série final, a LSB fez 3 a 2 na Metodista/São Bernardo, após um playoff muito equilibrado.
Em 2011, a equipe conseguiu a vaga para participar pela primeira vez da elite do basquete brasileiro, o Novo Basquete Brasil, ao vencer o Rio Claro na semifinal da Supercopa Brasil, à época a 2.ª Divisão do Basquete Brasileiro. A cidade de Sorocaba não possuía uma equipe na elite do basquete nacional desde 1996, quando a equipe feminina do Atlético Sorocaba deixou de existir. Na decisão da Supercopa de 2011, a Liga Sorocabana foi derrotada pelo Tijuca TC, por 77 a 73. No NBB 2011-12, foi eliminada pelo Bauru na série oitavas de final, apesar de fazer três jogos equilibrados contra o adversário. No NBB 12-13, a campanha se repetiu, desta vez a eliminição foi diante do Franca, também em três partidas. A LSB participou do NBB até a temporada 2017-18, quando foi rebaixada (em 2014-15, o time foi rebaixado na tabela, mas voltou à elite na temporada seguinte pela desistência do Palmeiras).
Em 2018, a Liga Sorocabana ajudou a organizar uma nova competição nacional, o Campeonato Brasileiro de Clubes da CBB. A primeira edição foi considerada a terceira divisão do basquete brasileiro. A equipe sorocabana terminou em quinto lugar. Em 2021, ficou com dois vice-campeonatos. O primeiro foi da Copa São Paulo, no primeiro semestre. Já o segundo, foi no Campeonato Estadual da 1ª Divisão, competição de acesso ao Campeonato Paulista. Mesmo já integrando a elite estadual, a LSB participou do certame realizado no final de 2021, com o objetivo de se manter em atividade.
Em 2022, a Liga Sorocabana voltou a disputar o Brasileiro de Clubes, com este já sendo considerado a segunda divisão do basquete brasileiro. Os sorocabanos fizeram uma campanha de superação, vencendo oponentes mais fortes e chegaram à decisão. Porém, foram derrotados pelo São José por 86 a 79, ficando assim com o segundo lugar.

## Títulos
| Estaduais | Estaduais            | Estaduais | Estaduais |
|           | Competição           | Títulos   | Temporada |
| --------- | -------------------- | --------- | --------- |
| São Paulo | Copa São Paulo       | 1         | 2023      |
| São Paulo | Torneio Novo Milênio | 1         | 2010      |

 Campeão Invicto

### Outros torneios
- Jogos Regionais: 21 títulos.
- Jogos Abertos do Interior: 6 títulos.

## Campanhas de destaque
- Vice-campeão do Campeonato Brasileiro – 2.ª Divisão: 3 vezes (2011, 2022 e 2023).
- Vice-campeão da Copa Brasil Sudeste: 2011.
- Vice-campeão da Copa São Paulo: 2021.
- Vice-campeão do Campeonato Estadual da 1ª Divisão: 2021.

## Últimas temporadas
Legenda:
| Campeão Vice-campeão | Classificado à Champions League Classificado à Liga Sul-Americana | - CBC = Campeonato Brasileiro de Clubes CBB |